# Moncey (Lyon)
Pour la commune du Doubs, voir Moncey.
Moncey est un quartier de Lyon (France) situé dans le 3e arrondissement, entre le Rhône, les quartiers de la Part-Dieu et la Guillotière. Il tire son nom de la rue Moncey qui le traverse.
Le quartier date des XVIIe et XIXe siècles. Il a été rattaché à la ville de Lyon en 1853.
Il est classé quartier prioritaire, avec 1 906 habitants en 2018 pour un taux de pauvreté de 41 %.